# Chydorus faviformis
Chydorus faviformis är en kräftdjursart som beskrevs av Birge 1893. Chydorus faviformis ingår i släktet Chydorus och familjen Chydoridae. Inga underarter finns listade i Catalogue of Life.